# Kế hoạch Ngàn Người tài (Trung Quốc)

Con dấu của Kế hoạch ngàn nhân tài

Kế hoạch Ngàn Người tài, Kế hoạch Ngàn Nhân tài, Kế hoạch Ngàn Tài năng, Chương trình Ngàn Người tài hay Kế hoạch Ngàn người (tiếng Trung: 千人计划 (Thiên nhân kế hoạch)/ Qiān rén jìhuà) được thành lập năm 2008 bởi chính phủ trung ương Trung Quốc để công nhận và tuyển dụng các chuyên gia quốc tế hàng đầu về nghiên cứu khoa học, đổi mới và tinh thần kinh doanh (entrepreneurship). Chương trình được nâng cao hơn nữa vào năm 2010 để trở thành giải thưởng cấp cao nhất được trao thông qua Kế hoạch phát triển tài năng quốc gia của Trung Quốc (China's National Talent Development Plan), một kế hoạch được cùng nhau nghĩ ra bởi Ủy ban Trung ương Đảng Cộng sản Trung Quốc và Hội đồng Nhà nước Quốc vụ viện Cộng hòa Nhân dân Trung Hoa năm 2010 nhằm tăng cường đổi mới và khả năng cạnh tranh quốc tế trong phạm vi Trung Quốc.
1000 Giáo sư Kế hoạch Tài năng là vinh dự học tập cao nhất được trao thưởng bởi Quốc vụ viện Cộng hòa Nhân dân Trung Hoa, tương tự như giải thưởng cấp cao nhất do Bộ Giáo dục (Cộng hòa Nhân dân Trung Hoa) trao tặng. Chương trình bao gồm hai cơ chế: nguồn lực để tuyển dụng vĩnh viễn vào học viện Trung Quốc, và nguồn lực cho các cuộc hẹn ngắn hạn thường nhắm vào các chuyên gia quốc tế có việc làm toàn thời gian tại một trường đại học hoặc phòng thí nghiệm nghiên cứu hàng đầu.
Chương trình đã được khen ngợi khi tuyển dụng nhân tài quốc tế hàng đầu đến Trung Quốc, nhưng cũng bị chỉ trích vì không hiệu quả trong việc giữ chân nhân tài. Một phân tích của Hội đồng Tình báo Quốc gia Hoa Kỳ chưa được phân loại nhấn mạnh rằng chương trình này đe dọa cơ sở kinh tế của Hoa Kỳ bằng cách cho phép chuyển giao công nghệ cho Trung Quốc.

## Phân loại
Chương trình có ba loại:
- Kế hoạch 1000 tài năng sáng tạo (dài hạn / ngắn hạn) - dành cho các học giả Trung Quốc dưới 55 tuổi
- Kế hoạch 1000 nhân tài nước ngoài (dài hạn / ngắn hạn) - dành cho người nước ngoài chỉ dưới 55 tuổi
- Kế hoạch 1000 học giả tài năng trẻ - dành cho những người dưới 40 tuổi

## Hoàn cảnh
Các sinh viên Trung Quốc giỏi nhất thường ra nước ngoài để học nâng cao, dẫn đến nhiều người Hoa ở nước ngoài có trình độ học vấn cao (tiếng Trung: 人才 (Nhân tài)/ Réncái), đại đa số họ quyết định ở lại nước ngoài sau khi học. Để đảo ngược điều này và để xây dựng quy mô và uy tín của hệ thống đại học của Trung Quốc, chính phủ trung ương Trung Quốc nhận thấy cần phải thu hút người Hoa ở nước ngoài và những tài năng sinh ra ở nước ngoài hàng đầu từ các trường đại học tốt nhất thế giới.

## Tuyển chọn
Chương trình Ngàn tài năng chủ yếu nhắm vào các công dân Trung Quốc, những người được giáo dục trong các chương trình ưu tú ở nước ngoài và những người đã thành công như các doanh nhân, chuyên gia và nhà nghiên cứu. Chương trình cũng công nhận một số ít các chuyên gia sinh ra ở nước ngoài có kỹ năng quan trọng đối với khả năng cạnh tranh quốc tế của Trung Quốc về khoa học và đổi mới. Các chuyên gia quốc tế ở hạng mục sau thường là người chiến thắng các giải thưởng lớn như Giải thưởng Nobel và Huy chương Fields, và dự kiến trước tiên sẽ có những đóng góp nổi tiếng (renowned) quốc tế cho một lĩnh vực có tầm quan trọng về công nghệ đối với Trung Quốc, và thứ hai là giữ vị trí được thuê tại một trong những trường đại học hàng đầu thế giới hoặc có vai trò cao cấp trong một tổ chức nghiên cứu quan trọng quốc tế.
Vào năm 2013, Kế hoạch Ngàn Tài năng Trẻ được tạo ra để thu hút các giảng viên dưới 40 tuổi, người đã thực hiện nghiên cứu tác động cao tại một trong những trường đại học hàng đầu thế giới. Mặc dù các giáo sư này có thể được liên kết với bất kỳ trường đại học nào ở Trung Quốc, họ được trao thưởng không tương xứng so với các cá nhân liên kết với các trường đại học danh tiếng nhất trong liên minh C9; một vài cá nhân nhận được cả giải thưởng này và giải thưởng học giả Trường Giang (sông Dương Tử) thường được liên kết với liên minh C9.
Trong một thập kỷ, Kế hoạch ngàn nhân tài đã thu hút  nói chung hơn 7.000 người.

## Người chiến thắng
Những người chiến thắng gồm các giáo sư của các trường đại học:
- Đại học Tế Nam Trung Quốc năm 2018 bao gồm Giáo sư Feng Shuaizhang, Giáo sư Zhang Yaohui và Giáo sư Liu Tao[9]
- Đại học Khoa học Địa chất Trung Quốc Bắc Kinh bao gồm Giáo sư Santosh[10]
- Đại học Khoa học và Công nghệ Điện tử Trung Quốc bao gồm Giáo sư Keith M. Kendrick[11]
- Đại học Thiên Tân bao gồm người đoạt giải Nobel Giáo sư J. Fraser Stoddart[12]
- Đại học Tô Châu, bao gồm Giáo sư Mario Lanza[13]
- NYU Thượng Hải bao gồm Giáo sư Tim Byrnes[14]
- Đại học Phục Đán bao gồm GS. Martin de Jong[15]
- Đại học Khoa học & Công nghệ miền Nam bao gồm những tài năng trẻ như Giáo sư He Gia Khánh và Giáo sư Wu Changfeng [16]
- Trung tâm Phát triển Khoa học & Công nghệ Chendu bao gồm Giáo sư Aart Kleijn[17]
- Viện Hóa học, Bắc Kinh bao gồm Giáo sư Qiqiang Wang[18]
- Đại học Chiết Giang bao gồm giáo sư Hao Bai[19]
- Đại học Lâm nghiệp Bắc Kinh bao gồm Giáo sư Qiang Wang[20]
- Đại học Giao thông Bắc Kinh bao gồm Giáo sư Jin Ho Kwak và Giáo sư Yukio Tamura
- Đại học Nam Khai bao gồm GS. Abdul Ghani Razaqpur
- Đại học Dệt may Vũ Hán bao gồm Giáo sư Alexey Guryev
- Đại học Giao thông Tây An bao gồm GS. Người ăn kiêng H Hoffmann[21]
- Đại học Nam Kinh bao gồm Giáo sư Bernd Wunnemann[22]

## Lợi ích
Chương trình trao danh hiệu uy tín của "Kế hoạch Ngàn Nhân tài Vang danh Giáo sư" ("Thousand Talents Plan Distinguished Professor" - tiếng Trung: 千人计划特聘教授 (Thiên nhân kế hoạch đặc sính giáo thụ)/ Qiān rén jìhuà tèpìn jiàoshòu) hoặc "Kế hoạch Ngàn Tài năng trẻ" ("Junior Thousand Talents Plan Professor") khi các cá nhân được chọn, và cung cấp các lợi ích bao gồm danh hiệu uy tín này, lương cao và đặc quyền thị thực xuất nhập cảnh. Chương trình này là lần đầu tiên cho phép các cá nhân có khả năng phi thường có thể tiếp cận thị thực nhập cư Trung Quốc. Chương trình cung cấp tiền thưởng một lần 1 triệu Nhân dân tệ để chọn các cá nhân, nguồn lực đáng kể cho nghiên cứu và trao đổi học thuật, và hỗ trợ chi phí nhà ở và di chuyển. Hàng ngàn học giả tài năng đủ điều kiện nhận được tài trợ cao của chính phủ.

## Tân binh
Trong một thập kỷ, Kế hoạch Ngàn tài năng đã thu hút hơn 7.000 người.

## Chỉ trích
Mặc dù chương trình đã thu hút thành công tài năng quốc tế hàng đầu đến Trung Quốc, hiệu quả của nó trong việc giữ chân những cá nhân tài năng này đã được đặt câu hỏi, với nhiều nhà khoa học tài năng nhất sẵn sàng dành thời gian ngắn ở Trung Quốc nhưng không muốn từ bỏ vị trí được thuê tại các trường đại học lớn của phương Tây. Ngoài ra, một số Giáo sư Kế hoạch Hàng ngàn Tài năng đã báo cáo gian lận trong chương trình bao gồm chiếm dụng tiền tài trợ, nhà ở kém, và vi phạm đạo đức nghiên cứu. Các cá nhân nhận được một trong hai giải thưởng học thuật hàng đầu của Trung Quốc, giải thưởng Giáo sư Tài năng ngàn và Học giả Trường Giang (sông Dương Tử), đã trở thành mục tiêu tuyển dụng của các trường đại học giàu nhất Trung Quốc thường xuyên đến mức Bộ Giáo dục đã ban hành các thông báo trong cả hai năm 2013 và 2017 không khuyến khích các trường đại học Trung Quốc tuyển dụng các tài năng hàng đầu lẫn nhau.
Thành công của chương trình tuyển dụng các nhà khoa học được đào tạo ở Hoa Kỳ trở lại Trung Quốc đã được xem xét với sự quan tâm từ Hoa Kỳ, với một báo cáo tháng 6 năm 2018 từ Hội đồng Tình báo Quốc gia (National Intelligence Council) tuyên bố một động lực cơ bản của chương trình là "để tạo điều kiện (facilitate) cho việc chuyển giao hợp pháp và bất hợp pháp công nghệ Hoa Kỳ, sở hữu trí tuệ và bí quyết (know-how)" đến Trung Quốc.
Vào tháng 1 năm 2020, Cục Điều tra Liên bang đã bắt giữ Charles M. Lieber, chủ tịch Khoa Hóa học và Sinh Hóa học của Đại học Harvard, vì đã nói dối về mối quan hệ của mình với chương trình.